# Österreich forscht
Österreich forscht ist eine 2014 gegründete österreichische Online Citizen Science Plattform und die Online Präsenz des Citizen Science Network Austria. Auf der Plattform werden Citizen Science Projekte aus Österreich gelistet, bei denen Interessierte mitwirken können. Außerdem finden sich dort Hintergrundinformationen zu Citizen Science und dem Citizen Science Netzwerk Austria, sowie ein Blog, der von allen Citizen Science Interessierten benutzt werden kann.
Derzeit sind 98 aktuelle Projekte auf Österreich forscht gelistet (Stand 14. August 2025). Eine Zählung der Plattform im Frühjahr 2021 ergab, dass bei allen damals aktiven Citizen Science Projekten auf Österreich forscht insgesamt ca. 175.000 Citizen Scientists mitwirkten.
Seit 2017 veröffentlicht Österreich forscht auch einen jährlichen Leistungsbericht, der die wichtigsten Ereignisse im Bereich Citizen Science des vergangenen Jahres zusammenfasst.

## Geschichte
Die Plattform Österreich forscht wurde 2014 von Daniel Dörler und Florian Heigl von der Universität für Bodenkultur Wien etabliert mit dem Ziel, ein österreichisches Netzwerk für Akteuren im Bereich Citizen Science zu schaffen und Citizen Science stärker zu etablieren. Auf der Plattform sind Hochschulen, Forschungsinstitute, Museen und Vereine aus Österreich vertreten. Anfang 2017 schlossen sich auf Initiative der Plattform Akteure formal zum Citizen Science Network Austria zusammen um die Qualität von Citizen Science in Österreich weiter zu stärken. Derzeit sind 51 nationale und 3 internationale Partner am Netzwerk beteiligt. Nachdem anfangs Projekte nach subjektiven Kriterien ausgewählt und auf der Website gelistet wurden, entstand der Ruf nach unabhängigen Qualitätskriterien für Citizen Science Projekte. So entwickelte die Arbeitsgruppe „Qualitätskriterien“ in einem mehrstufigen Prozess unter der Teilnahme von 17 Institutionen und einer öffentlichen Konsultation die derzeit gültigen Qualitätskriterien, die seit 2018 von jedem Projekt erfüllt werden müssen, das auf Österreich forscht gelistet werden will. Seit 2019 wird Österreich forscht von der Universität für Bodenkultur Wien dauerhaft finanziert. Seit Mai 2020 befindet sich auf der Plattform ein Blog, auf dem sich Projektleiter, aber auch Citizen Scientists und Interessierte über Citizen Science austauschen. Im März 2022 wurde die erste Folge des Citizen Science Podcasts „Wissen macht Leute“ ausgestrahlt und informiert seither monatlich mittels Interviews und Reportagen über Citizen Science Projekte und Veranstaltungen. Der Podcast wird über 7 freie Radios in ganz Österreich ausgestrahlt und ist über Spotify und Apple Podcast zu hören.

## Ziele
Die Ziele von Österreich forscht sind Citizen Science in Österreich stärker zu etablieren und die Bekanntheit in der Öffentlichkeit zu fördern. Die Qualität von Citizen Science soll weiter gesteigert und die Methodik wissenschaftlich weiterentwickelt werden. Das Netzwerk bringt Akteure aus Österreich im Bereich Citizen Science zusammen, um gemeinsam die Zukunft von Citizen Science zu gestalten. Um diese Ziele zu verfolgen, wurden 9 Arbeitsgruppen gegründet. Zusätzlich werden regelmäßig Plattformtreffen durchgeführt und einmal im Jahr die Österreichische Citizen Science Konferenz organisiert. Außerdem bietet Österreich forscht regelmäßig Trainings und Workshops über Citizen Science an und präsentiert die Plattform auf Konferenzen, (öffentlichen) Veranstaltungen und in den Medien (Presse, Radio, TV). Auf der Plattform werden Projekte im Bereich Citizen Science (die die erarbeiteten Qualitätskriterien erfüllen) gelistet und für die Öffentlichkeit verfügbar gemacht. Alle Partnerinstitutionen haben ein Memorandum of Understanding unterzeichnet, in welchem sie sich zur Verfolgung der gemeinsamen Ziele bekennen.
Im Jahr 2020 wurde im Rahmen eines Plattformtreffens die Entwicklung einer Strategie inklusive Maßnahmenplan für das Citizen Science Network Austria und der dazugehörigen Plattform Österreich forscht bis 2027 beschlossen.

## Arbeitsgruppen
Seit der Gründung des Citizen Science Network Austria haben sich Arbeitsgruppe (AG) zu verschiedenen Themen im Bereich Citizen Science gebildet, um die Methode Citizen Science sowie die Plattform und das Netzwerk ständig weiterzuentwickeln. Die erste AG war die oben erwähnte „AG Qualitätskriterien“, die in einem einjährigen mehrstufigen Prozess die derzeit gültigen Qualitätskriterien entwickelt hat. Insgesamt haben sich bisher 9 verschiedene Arbeitsgruppen entwickelt zu den Themen „juristische Fragen“, „offene Biodiversitätsdatenbanken“, „Open Science Trainings“, „Synergien und Innovation“, „Österreichische Citizen Science Konferenz“, „Citizen Science an/mit Schulen“, „D-A-CH“ sowie „Strategie“. Jede Arbeitsgruppe wird von einer oder mehreren Person(en) einer Partnerinstitution geleitete und trifft sich – falls noch aktiv – in regelmäßigen Abständen um gemeinsame Ziele zu erarbeiten und diese umzusetzen.

## Konferenz
Österreich forscht organisiert seit 2015 die jährliche Österreichische Citizen Science Konferenz (ÖCSK). Jedes Jahr wird die Konferenz von einer Partnerinstitution von Österreich forscht mitorganisiert und findet in einem anderen Bundesland statt. Seit 2017 gibt es für die Konferenz einen Open Call für Konferenzbeiträge. Außerdem ist ein Tag der Konferenz für alle öffentlich zugänglich, um so die Bekanntheit von Citizen Science Projekten in Österreich zu fördern. Im Jahr 2024 wurde in Wien an der BOKU University die große ECSA/ÖCSK Doppelkonferenz gemeinsam mit dem Naturhistorischen Museum Wien ausgerichtet. Die ECSA ist die European Citizen Science Association und organisiert mit lokalen Partnerinstitutionen alle 2 Jahre eine europäische Citizen Science Konferenz. Über 500 Teilnehmende trafen sich in Wien zur bislang größten europäischen Citizen Science Konferenz.